# The Computer Wore Menace Shoes
The Computer Wore Menace Shoes, titulado El ordenador que acabó con Homer en España y Amenaza informática en Hispanoamérica, es el sexto episodio de la duodécima temporada de la serie animada Los Simpson, estrenado en Estados Unidos el 3 de diciembre de 2000 y el 12 de agosto de 2001 en Hispanoamérica. Fue escrito por John Swartzwelder, dirigido por Mark Kirkland y la estrella invitada fue Patrick McGoohan como el Número 6. En el episodio, Homer crea una página web en la que publica noticias secretas, pero pronto es secuestrado por un grupo de conspiradores.
El episodio recibió críticas positivas por parte de críticos y fanáticos durante el estreno del mismo, sin embargo actualmente las críticas han variado considerablemente llegando a ser negativas.

## Sinopsis
Homer compra un ordenador después de no enterarse de que fumigarían la planta de energía nuclear. Él empieza a navegar por sitios webs y decide crear su propia página, pero al haber plagiado animaciones de otros sitios, se ve obligado a conservar el anonimato, haciéndose llamar Mr. X. ("Señor X") a través del internet.
Homer desea encontrar noticias confiables pero Nelson le avisa sobre una noticia que involucraba al alcalde Joe Quimby. Tras revelar dicha noticia, Homer obtiene popularidad en internet. Después de haber revelado varios escándalos y noticias, se determinó que el ganador del Premio Pulitzer, sería el Sr. X, pero como éste era anónimo, el premio sería dado en calidad de donación. Esto hace que Homer (en su egoísmo) revele la identidad del Sr. X a fin de poder tener el premio.
Tras haber revelado su identidad, Homer tiene dificultades para conseguir los chismes, por lo que empieza a inventar noticias y chismes. Unos de sus chismes falsos es, por casualidad, verdadero, por lo que es secuestrado por un grupo secreto y lo llevan a una isla. Marge comienza a buscarlo con la ayuda del jefe de policía Clancy Wiggum, Eddie y Lou y un perro rastreador. Pero abandona la búsqueda ya que supuestamente Homer había vuelto, aunque en realidad era un agente alemán al servicio del gobierno que se hacía pasar por él.
Habiéndose dado cuenta, Homer se entera de que fue secuestrado por haber revelado una noticia (aunque Homer explica que todo lo que dijo e hizo es una mentira). Luego de ser sometido a drogas y gases, Homer consigue escapar gracias a un barco creado por uno de los prisioneros de la isla. Ya en casa, tiene un altercado con su clon, pero después de que lo derrote, toda la familia lo recibe, incluso Santa's Little Helper quien despide un gas adormecedor haciendo que todos se desvanezcan.
Finalmente, Homer y Marge están tomando café mientras que sus hijos andan jugando. Irónicamente, tanto Homer como Marge son conscientes de que fueron drogados, pero prefieren estar así sin ningún tipo de problemas. De repente, el gas adormecedor se desata y hace que toda la familia Simpson empiece a delirar, cuando se escucha la frase: "Nos vemos en la isla".